# Rüdiger Bergien
Rüdiger Bergien (* 1977 in Bad Karlshafen) ist ein deutscher Historiker und seit November 2019 Professor für Geschichte der Nachrichtendienste (Intelligence History) am Fachbereich Nachrichtendienste der Hochschule des Bundes für öffentliche Verwaltung in Berlin.

## Leben
Bergien studierte von 1997 bis 2003 Geschichtswissenschaft und Germanistik an der Georg-August-Universität Göttingen, der Fernuniversität in Hagen und der Freien Universität Berlin. 2005 wurde er wissenschaftlicher Mitarbeiter von Bernhard R. Kroener am Lehrstuhl für Militärgeschichte an der Universität Potsdam und lehrte am Historischen Institut dieser Universität. 2006 war er Visiting Lecturer an der University of Chicago (Illinois, USA). 2008 promovierte Bergien bei Bernhard R. Kroener mit der Dissertation Die bellizistische Republik. Wehrkonsens und „Wehrhaftmachung“ in Deutschland 1918–1933 und erlangte den akademischen Grad eines Dr. phil.
2009 bis 2019 war er wissenschaftlicher Mitarbeiter am Zentrum für Zeithistorische Forschung (ZZF) in Potsdam, wo er 2009–2013 im Projekt „Der Apparat des Zentralkomitees der SED als Regierungszentrum der DDR, 1961–1989“ arbeitete, 2014–2017 in der Projektgruppe „Wege in die digitale Gesellschaft“ und 2017–2019 im DFG-Projekt „Computerisierung und Wissensproduktion in ost- und westdeutschen Nachrichtendiensten und Polizeibehörden, 1960–1990“.
2017 habilitierte er an der Professur für Neueste und Zeitgeschichte (Martin Sabrow) des Instituts für Geschichtswissenschaften der Philosophischen Fakultät der Humboldt-Universität zu Berlin für das Fach Neuere und Neueste Geschichte. Seit 2012 übt er eine Lehrtätigkeit als Lehrbeauftragter, seit 2017 als Privatdozent, an der Humboldt-Universität zu Berlin aus.
Bergiens Forschungsschwerpunkte sind die deutsche Militärgeschichte, die Geschichte der DDR und des Kommunismus sowie die Geschichte der geheimen Nachrichtendienste (Intelligence History). Aufsätze erschienen u. a. in Journal of Contemporary History, Central European History, Vierteljahrshefte für Zeitgeschichte, Geschichte in Wissenschaft und Unterricht, Zeitschrift für Geschichtswissenschaft und Militärgeschichtliche Zeitschrift.

## Rezeption
Bergiens Dissertation von 2008 wurde breit besprochen. So schrieb der Rezensent in der Zeitung Die Welt: „Bergiens These des lagerübergreifenden Wehrkonsenses überzeugt. Dieses Buch zeigt das Potenzial einer erweiterten Militärgeschichte.“ Der Mannheimer Historiker Gottfried Niedhart (Frankfurter Allgemeine Zeitung) kritisierte: „So eindrucksvoll die Befunde sind, so ist doch Zweifel an Bergiens deterministischer Deutung der gesellschaftlichen und staatlichen Entwicklung angebracht.“
Auch seine Habilitationsschrift wurde vielerorts rezensiert. Eine FAZ-Rezensentin meldete zwar Zweifel an Bergiens These an, dass sich der zentrale SED-Apparat im Laufe der Jahrzehnte an Staat und Gesellschaft der DDR angepasst und seine ursprüngliche Rolle als strikt ideologisches Machtdurchsetzungsorgan eingebüßt habe. Gleichwohl werde an „der Lektüre der Arbeit freilich niemand mehr vorbeikommen, der sich mit der SED und ihrem Apparat beschäftigt.“

## Auszeichnungen
- 2018 „Carl-Erdmann-Preis für herausragende Habilitationen“ des Verbands der Historiker und Historikerinnen Deutschlands (VHD)[7] für sein Buch „Im Generalstab der Partei“
- 2018: Übersetzungspreis Geisteswissenschaften International des Börsenvereins des deutschen Buchhandels.[8]
- 2010: Werner-Hahlweg-Preis für Militärgeschichte und Wehrwissenschaften (2. Preis) für die Dissertation

## Schriften (Auswahl)
- Programmieren mit dem Klassenfeind. Die Stasi, Siemens und der Transfer von EDV-Wissen im Kalten Krieg, in: Vierteljahrshefte für Zeitgeschichte 67 (2019), 1, S. 1–30.
- mit Jens Gieseke (Hrsg.): Communist Parties Revisited. Socio-Cultural Approaches to Party Rule in the Soviet Bloc 1956–1991. Berghahn, New York 2018.
- »Big Data« als Vision. Computereinführung und Organisationswandel in BKA und Staatssicherheit (1967–1989). In: Zeithistorische Forschungen. 14 (2017), S. 258–285.
- Im „Generalstab der Partei“. Organisationskultur und Herrschaftspraxis in der SED-Zentrale 1946–1989. Ch. Links, Berlin 2017, ISBN 978-3-86153-932-2 (zugl. Habilitation).
- Das Schweigen der Kader. Ehemalige Nationalsozialisten im zentralen SED-Parteiapparat – eine Erkundung. In: Birthe Kundrus, Sybille Steinbacher (Hrsg.): Kontinuitäten und Diskontinuitäten. Der Nationalsozialismus in der Geschichte des 20. Jahrhunderts (= Beiträge zur Geschichte des Nationalsozialismus. Band 29). Wallstein-Verlag, Göttingen 2013, ISBN 978-3-8353-1302-6, S. 134–153.
- Activating the ‚Apparatchik.’ Brigade Deployment in the SED Central Committee and Performative Communist Party Rule. In: Journal of Contemporary History 47 (2012), 4, S. 793–811.
- Die bellizistische Republik. Wehrkonsens und „Wehrhaftmachung“ in Deutschland 1918–1933 (= Ordnungssysteme. Band 35). Oldenbourg, München 2012, ISBN 978-3-486-59181-1. (zugl. Dissertation)
- Vorspiel des „Vernichtungskriegs“? Die Ostfront des Ersten Weltkriegs und das Kontinuitätsproblem. In: Gerhard P. Groß (Hrsg.): Die vergessene Front – der Osten 1914/15. Ereignis, Wirkung, Nachwirkung (= Zeitalter der Weltkriege. Band 1). Schöningh, Paderborn 2006, ISBN 3-506-75655-9, S. 393–408.